# Chontio
Chontio (en georgiano: ჭონთიო) es una aldea histórica del noreste de Georgia, ubicado en el noroeste de la región de Kajetia y parte del municipio de Ajmeta. En 2018, junto con otros nueve puntos de Tushetia, se le otorgó el estatus de Monumento cultural de importancia nacional de Georgia.

## Toponimia
El nombre de la aldea en otras lenguas importantes a nivel local es también Chontio (en checheno: ЧӀонтио). Según los científicos, este nombre se mantuvo entre los desalojados al norte de la zona, “Cheontio” o, por el contrario, “Chontio” fueron desalojados al sur de Itum-Kali.

## Geografía
La aldea de Chontio está ubicado en la región montañosa geográfica histórica de Tushetia, en el margen izquierda del río Kvajidiskalia y a unos 50 kilómetros del pueblo de Omalo. La región se presenta para su inclusión en la Lista del Patrimonio Mundial de la UNESCO.La aldea está ubicada en el territorio del Parque Nacional de Tushetia.

## Infraestructura

### Arquitectura, monumentos y lugares de interés
En el pueblo hay un castillo y una torre. La torre está ubicada en el lado norte de Chontio, tiene cinco pisos de altura, se estrecha hacia arriba (mide 5,6 x 5,3 m en la planta baja) y data de finales de la Edad Media, mientras que el castillo se encuentra a las afueras de la aldea y pertenece al siglo XVIII. El edificio tiene cinco pisos. Las paredes del segundo y tercer piso del castillo están llenas de defectos internos. El monumento se encuentra actualmente dañado: las partes superiores de las paredes del quinto piso han cedido y el revestimiento del piso se superpone, la mayor parte del edificio se ha derrumbado.

### Transporte
Desde Chontio parten dos carreteras importantes: una va hacia el oeste a través del paso de Tsunti hasta Jevsuretia, la otra va a Chechenia a través del paso norte de Kerigui.